# Dünen im Michelheidewald nordwestlich von Wiesentheid
Dünen im Michelheidewald nordwestlich von Wiesentheid (offiziell Dünen im Michelheidewald NW von Wiesentheid) ist ein Geotop in der Nähe des Hauptortes der Gemeinde Wiesentheid im unterfränkischen Landkreis Kitzingen.

## Geografische Lage
Das Geotop ist nordwestlich des gleichnamigen Hauptortes der Gemeinde Wiesentheid zu finden. Es liegt in einem ausgedehnten Waldgebiet, das sich zwischen Wiesentheid und Schwarzach am Main erstreckt und Michelheidewald genannt wird. Die Dünen sind in der Forstabteilung Gauwitzen verortet, die den östlichen Teil des Areals einnimmt, erstrecken sich allerdings auch auf das im Süden angrenzende Areal Fladig. Das Geotop nimmt eine Fläche von 8.000 m² ein und erstreckt sich über eine Länge von etwa 400 Metern, wobei die Breitenausdehnung auf lediglich 20 Meter beschränkt ist.

## Beschreibung
Die Bodenstrukturen im Michelheidewald gehen auf die letzte Kaltzeit vor etwa 12.000 Jahren zurück, als sich über dem bereits anstehenden Lettenkeuper ein Dünenfeld und eine Flugsanddecke bildete. Die meisten Dünen im Gauwitzen-Wald sind in Richtung Nordwesten ausgerichtet. Daneben existieren einzelne Dünen im angrenzenden Waldgebiet Fladig, die auch in anderen Richtungen verlaufen. So sind hier mehrere Einzeldünen und zwei bogige Dünenkämme zu finden. Das Areal ist Teil des ausgedehnten Vogelschutzgebietes Südliches Steigerwaldvorland.
Der Zustand des Geotops ist aktuell (Stand: 2023) nicht beeinträchtigt, die Dünen sind mit Waldbäumen bestanden. Es wird vom Bayerischen Landesamt für Umwelt als bedeutend eingestuft, der zweitniedrigsten von insgesamt fünf möglichen Bewertungen. Dies hängt vor allem damit zusammen, dass es Dünen wie im Michelheidewald in vielen Regionen Bayerns gibt. Das Geotop wird von mehreren Waldwegen erschlossen, unter anderem führt der sogenannte Reupelsdorfer Weg in der Nähe des Geotops vorbei.